# Lương Minh
Lương Minh (梁銘, ?-1427) là một tướng nhà Minh đã tử trận ở Việt Nam trong trận Chi Lăng - Xương Giang với quân Lam Sơn.

## Tiểu sử
Theo Minh sử cuốn 154, Lương Minh là người Nhữ Dương, từng giữ chức Yên Sơn tiền vệ bách hộ. Nhờ lập công trong chiến đấu mà được thăng đến chức giám quốc. Năm Vĩnh Lạc thứ 8, bị đi tù. Mãi tới năm Vĩnh Lạc thứ 19 mới được tha và cho làm chức phó đô giám, rồi lên chức đô giám đồng tri, tiếp lên chức tham tướng giữ ấn Chinh Tây tướng quân kiêm đô giám đồng tri ở trấn Trần Hoài, Ninh Hạ. Khi làm nhiệm vụ ở Ninh Hạ, Minh lập công, được ban tước Bảo Định bá, hàm tham tướng. Sử ghi Lương Minh là người dũng cảm, thiện chiến, được sĩ tốt yêu mến.
Theo Việt Nam sử lược, vào năm 1427 khi được tin Vương Thông bị quân Lam Sơn vây khốn tại thành Đông Quan (nay là Hà Nội), triều đình nhà Minh cử Liễu Thăng làm tổng binh, Lương Minh làm phó tổng binh dẫn một đạo quân 10 vạn người sang cứu viện. Đạo quân này từ Quảng Tây tiến vào Lạng Sơn, đánh các trận tại Pha Lũy (ải Nam Quan) và Ải Lưu đều thắng. Trong trận đánh Chi Lăng, tổng binh Liễu Thăng tử trận, nên Lương Minh thành chỉ huy cao nhất của đạo quân cứu viện. Quân của Lương Minh bị quân của Lê Sát và Trần Lựu truy đánh, thiệt hại tới hơn 1 vạn người. Đến khi quân Lam Sơn được tăng viện của Lê Lý thì giao chiến càng dữ dội. Ngày 25 tháng 9, Lương Minh bị chém giữa trận. Tuy nhiên Minh sử chép rằng Minh bị lâm bệnh mà chết (病卒).